# Leart Paçarada
Leart Paçarada (Aachen, 18 oktober 1994) is een voetballer met zowel de Duitse als Kosovaars nationaliteit die doorgaans als linkervleugelverdediger speelt. Hij debuteerde in 2014 in het betaalde voetbal bij SV Sandhausen in de Duitse 2. Bundesliga. In juni 2016 maakte hij zijn debuut in het nationale team van Kosovo. In juli 2023 maakte hij de overstap van FC St. Pauli naar 1. FC Köln.

## Clubloopbaan

### Jeugd
Paçarada begon op vierjarige leeftijd met voetballen bij Werder Bremen. Nadat hij in beeld was gekomen bij de scouts van Bayer Leverkusen, maakte hij in 2003 de overstap naar de jeugdacademie van de club uit Noordrijn-Westfalen. Hij doorliep alle jeugdelftallen in de onderbouw en maakte op 24 maart 2009 als C-junior zijn debuut in de Onder-17 tijdens de met 3-1 gewonnen thuiswedstrijd tegen Borussia Mönchengladbach -17. Hij viel in de 89e minuut in. Een jaar later promoveerde hij naar deze leeftijdscategorie, waarin hij in zijn eerste seizoen als eerste eindigde in de B-Junioren Bundesliga West. Hierdoor plaatste het team zich voor de eindronde, waarin ze door twee overwinningen op VfB Stuttgart –17 de finale bereikten. In de eindstrijd werd na verlenging met 0-1 verloren van Eintracht Frankfurt –17. Paçarada speelde in alle drie de wedstrijden mee. Op 1 mei 2011 maakte hij onder trainer Sascha Lewandowski als B-junior zijn debuut in de Onder-19, tijdens de met 5-1 gewonnen thuiswedstrijd tegen SG Wattenscheid 09 –19. Hij startte in de basis. In mei 2013 speelde hij tegen Arminia Bielefeld –19  zijn laatste wedstrijd bij de junioren.

### Bayer Leverkusen
In het seizoen 2012/13 maakte Paçarada op 17 november 2012 als A-junior zijn debuut in het tweede elftal van Bayer Leverkusen tijdens de uitwedstrijd in de Regionalliga West tegen VfB Hüls. Hij viel in de 89e minuut in voor Tobias Steffen. Een seizoen later (2013/14) maakte hij de overstap naar de senioren en wist hij onder trainer Ralf Minge een vaste basisplaats te veroveren in het tweede elftal. Tijdens zijn laatste wedstrijd voor Bayer Leverkusen II, op 10 mei 2014 tegen Schalke 04 II, maakte hij zijn eerste doelpunt bij de senioren. In het met 4-2 gewonnen uitduel scoorde hij in de 26e minuut uit een corner van Athanasios Mentizis de 0-1.[2] Nadat Bayer Leverkusen besloot het tweede elftal terug te trekken uit de competitie, kwam Paçarada transfervrij op de markt. Hij maakte vervolgens, samen met ploeggenoot Alexander Mühling, de overstap naar SV Sandhausen.

### SV Sandhausen
Paçarada speelde zes seizoenen voor SV Sandhausen, waar hij in mei 2014 zijn contract ondertekende. Op 10 augustus 2014 maakte hij onder trainer Alois Schwartz  zijn debuut in de 2. Bundesliga tijdens de thuiswedstrijd tegen 1. FC Kaiserslautern. In het met 1-1 geëindigde duel in het GP Stadion am Hardtwald startte hij in de basis en speelde hij de volledige 90 minuten. Door een blessure slaagde hij er in het begin van het seizoen niet in om een vaste basisplaats te veroveren. Na zijn rentree in de tiende competitieronde, op 18 oktober tegen 1. FC Union Berlin, groeide hij uit tot een vaste waarde in het team van Schwartz. Zijn eerste seizoen werd voortijdig beëindigd in februari, nadat hij tijdens een training zijn enkelbanden scheurde. Hoewel hij in mei weer bij de selectie terugkeerde, kwam hij niet meer in actie voor het eerste elftal. Wel speelde hij nog drie wedstrijden in de Verbandsliga Nordbaden met het tweede elftal.
In zijn tweede seizoen (2015/16) speelde Paçarada 31 keer in de basis en eindigde SV Sandhausen dat jaar op de dertiende plaats. In het seizoen 2016/17 kreeg hij met Kenan Kocak een nieuwe trainer. Onder de Duits-Turkse coach kreeg Paçarada minder speeltijd en kwam hij tot 17 basisplaatsen. Ondanks de beperkte speeltijd verlengde hij aan het einde van het seizoen zijn contract tot 2020. In het daaropvolgende seizoen (2017/18) groeide zijn rol onder Kocak, waarbij hij het gehele seizoen als vaste linkervleugelverdediger fungeerde. Op 19 augustus maakte hij in het met 4-0 gewonnen uitduel tegen Dynamo Dresden zijn eerste doelpunt in het profvoetbal. In de 25e minuut scoorde hij in het DDV-Stadion na een voorzet van Tim Knipping het openingsdoelpunt. Kocak behield Paçarada ook in het seizoen 2018/19 als vaste basisspeler. Na teleurstellende resultaten werd Kocak in oktober ontslagen en opgevolgd door Uwe Koschina, afkomstig van Fortuna Köln. Ook onder Koschinat bleef Paçarada een vaste waarde, met 28 basisplaatsen. Deze lijn zette hij door in zijn laatste seizoen (2019/20). Op 28 juni speelde hij in het Volksparkstadion in Hamburg zijn 160e en laatste wedstrijd voor Sandhausen, waarna hij zijn loopbaan vervolgde bij FC St. Pauli.

### FC St. Pauli
In augustus 2020 tekende Paçarada een contract voor drie jaar bij FC St. Pauli, de club uit de gelijknamige wijk in Hamburg. Op 13 september maakte hij onder trainer Timo Schultz zijn debuut in de eerste ronde van de DFB-Pokal. In het met 4-2 verloren uitduel tegen SV Elversberg stond hij in de basis in de  Ursapharm-Arena an der Kaiserlinde. Tijdens de eerste seizoenshelft had Paçarada moeite een vaste basisplaats te veroveren en zat hij regelmatig op de reservebank, omdat Schultz de voorkeur gaf aan Daniel Buballa. Na de winterstop draaiden de rollen om en kreeg hij vaker een basisplaats. Op 17 april scoorde hij zijn eerste doelpunt in het bruine shirt van FC St. Pauli, tijdens de met 4-0 gewonnen thuiswedstrijd tegen Würzburger Kickers. In het Millerntor-Stadion maakte hij in de 22e minuut, na een voorzet van Finn Ole Becker, het derde doelpunt van de wedstrijd. In zijn debuutseizoen (2020/21) eindigde Paçarada met FC St. Pauli op de tiende plaats in de 2. Bundesliga.
In het seizoen 2021/22 behield Paçarada zijn basisplaats bij FC St. Pauli en droeg hij op 20 februari tijdens de thuiswedstrijd tegen Hannover 96  vanwege de afwezigheid van Philipp Ziereis voor het eerst de aanvoerdersband. Dat seizoen kwam hij tot 33 basisplaatsen. FC St. Pauli deed lange tijd mee in de strijd om de bovenste plaatsen, maar eindigde uiteindelijk als vijfde. In de DFB-Pokal zorgde de ploeg voor een stunt door in de achtste finale  Borussia Dortmund uit te schakelen. De reis eindigde in de kwartfinale, waar met 2-1 werd verloren van 1. FC Union Berlin in Berlijn. Paçarada speelde in beide bekerwedstrijden mee. Aan het begin van zijn derde en laatste seizoen (2022/23) benoemde trainer Timo Schultz Paçarada samen met Jackson Irvine tot aanvoerder. Op 28 mei 2023 speelde hij tegen Karlsruher SC zijn 102e en laatste wedstrijd voor de  Kiezkicker.   Hierna vervolgde hij zijn loopbaan bij het op dat moment in de Bundesliga spelende 1. FC Köln.

### 1. FC Köln
In januari 2023 werd bekend dat Paçarada een driejarig contract had ondertekend en in de zomer van 2023 de overstap zou maken naar 1. FC Köln, ook wel bekend als Die Geißböcke. Op 14 augustus maakte hij onder trainer Steffen Baumgart zijn debuut in de eerste ronde van de DFB-Pokal, tijdens de uitwedstrijd tegen VfL Osnabrück.. In het met 3-1 gewonnen duel in het Stadion an der Bremer Brücke stond hij in de basis. Een week later maakte hij zijn debuut in de Bundesliga, tijdens de met 1-0 verloren uitwedstrijd tegen Borussia Dortmund. Hij was een vast onderdeel van het basiselftal totdat hij vlak voor de winterstop in de uitwedstrijd tegen 1. FSV Mainz 05 geblesseerd uitviel en langdurig vanwege een spierblessure aan de kant stond. Tijdens zijn revalidatie werd Baumgart wegens teleurstellende resultaten ontslagen en opgevolgd door Paçarada’s voormalige trainer Timo Schultz. Schultz gaf de voorkeur aan Max Finkgräfe als linkervleugelverdediger, waardoor Paçarada moeite had om zijn plek terug te veroveren.  Net toen hij weer in vorm leek te komen, moest hij vanwege een infectie opnieuw verstek laten gaan. Uiteindelijk kon hij niet voorkomen dat Köln degradeerde naar de 2. Bundesliga.
Wegens een blessure van concurrent Max Finkgräfe begon Paçarada zijn tweede seizoen (2024/25) onder nieuwe trainer Gerhard Struber als basisspeler bij de start van de competitie. In de met 1-2 verloren thuiswedstrijd tegen Hamburger SV stond hij als linkervleugelverdediger aan de aftrap. Ondanks de terugkeer van Finkgräfe behield Paçarada zijn plek in het elftal. In november wijzigde Struber het spelsysteem, waardoor Paçarada doorschoof naar de positie van linkermiddenvelder in het basiselftal. Deze aanpassing resulteerde in betere resultaten, waarna Köln als koploper de winterstop inging. Ook na de winterstop bleef Paçarada een vaste kracht in het team van Struber en leverde hij een belangrijk aandeel in het behalen van de eerste plaats, waardoor Köln terugkeerde in de Bundesliga.

## Clubstatistieken
| Seizoen                     | Club                | Competitie        | Competitie | Competitie | Beker | Beker | Internationaal | Internationaal | Overig | Overig | Totaal | Totaal |
| Seizoen                     | Club                | Competitie        | Wed.       | Dlp.       | Wed.  | Dlp.  | Wed.           | Dlp.           | Wed.   | Dlp.   | Wed.   | Dlp.   |
| --------------------------- | ------------------- | ----------------- | ---------- | ---------- | ----- | ----- | -------------- | -------------- | ------ | ------ | ------ | ------ |
| 2012/13                     | Bayer Leverkusen II | Regionalliga West | 3 *        | 0          | 0     | 0     | 0              | 0              | 0      | 0      | 3      | 0      |
| 2013/14                     | Bayer Leverkusen II | Regionalliga West | 27         | 1          | 0     | 0     | 0              | 0              | 0      | 0      | 27     | 1      |
| 2014/15                     | SV Sandhausen       | 2. Bundesliga     | 14         | 0          | 1     | 0     | 0              | 0              | 3      | 0      | 18     | 0      |
| 2015/16                     | SV Sandhausen       | 2. Bundesliga     | 29         | 0          | 2     | 0     | 0              | 0              | 0      | 0      | 31     | 0      |
| 2016/17                     | SV Sandhausen       | 2. Bundesliga     | 18         | 0          | 1     | 0     | 0              | 0              | 0      | 0      | 19     | 0      |
| 2017/18                     | SV Sandhausen       | 2. Bundesliga     | 31         | 3          | 1     | 0     | 0              | 0              | 0      | 0      | 32     | 3      |
| 2018/19                     | SV Sandhausen       | 2. Bundesliga     | 28         | 1          | 2     | 0     | 0              | 0              | 0      | 0      | 30     | 1      |
| 2019/20                     | SV Sandhausen       | 2. Bundesliga     | 32         | 1          | 1     | 0     | 0              | 0              | 0      | 0      | 33     | 1      |
| 2020/21                     | FC St. Pauli        | 2. Bundesliga     | 30         | 1          | 1     | 0     | 0              | 0              | 0      | 0      | 31     | 1      |
| 2021/22                     | FC St. Pauli        | 2. Bundesliga     | 33         | 2          | 4     | 1     | 0              | 0              | 0      | 0      | 37     | 3      |
| 2022/23                     | FC St. Pauli        | 2. Bundesliga     | 32         | 3          | 2     | 0     | 0              | 0              | 0      | 0      | 34     | 3      |
| 2023/24                     | 1. FC Köln          | Bundesliga        | 17         | 0          | 2     | 0     | 0              | 0              | 0      | 0      | 19     | 0      |
| 2024/25                     | 1. FC Köln          | 2. Bundesliga     | 31         | 0          | 4     | 0     | 0              | 0              | 0      | 0      | 35     | 0      |
| Carrière totaal             | Carrière totaal     | Carrière totaal   | 325        | 12         | 21    | 1     | 0              | 0              | 3      | 0      | 349    | 13     |
| Bijgewerkt tot 25 juli 2025 |                     |                   |            |            |       |       |                |                |        |        |        |        |

* In het seizoen 2012/13 speelde Paçarada als A-junior drie keer mee met het tweede elftal;
** Hij speelde in het seizoen 2014/15 als speler van het eerste elftal van Sandhausen drie wedstrijden met het tweede elftal mee.

## Interlandloopbaan
Paçarada kwam uit voor Duitsland –16 als –17, zonder dat hij met deze teams deelnam aan een eindtoernooi. Daarnaast speelde hij één jeugdinterland voor Albanië –21. Op seniorenniveau koos hij ervoor uit te komen voor Kosovo, het geboorteland van zijn ouders. Op 3 juni 2016 maakte hij zijn debuut in een oefeninterland tegen de Faeröer. 

### Duitse jeugdelftallen
Op 16 augustus 2009 maakte Paçarada onder bondscoach Stefan Böger zijn debuut voor Duitsland –16 tijdens een oefeninterland tegen Oostenrijk –16. In het met 6-2 gewonnen uitduel speelde hij de volledige 80 minuten mee. In totaal kwam Paçarada uit in 12 jeugdinterlands, waarin hij niet wist te scoren. Tijdens deze periode speelde hij samen met onder anderen Emre Can, Marvin Ducksch, Jonas Meffert en Rani Khedira.
| Jeugdinterlands van Leart Paçarada voor Duitsland () | Jeugdinterlands van Leart Paçarada voor Duitsland () | Jeugdinterlands van Leart Paçarada voor Duitsland () | Jeugdinterlands van Leart Paçarada voor Duitsland () | Jeugdinterlands van Leart Paçarada voor Duitsland () | Jeugdinterlands van Leart Paçarada voor Duitsland () |
| №                                                    | Datum                                                | Wedstrijd                                            | Uitslag                                              | Soort Wedstrijd                                      | Doelpunten                                           |
| Als speler bij Duitsland –16                         | Als speler bij Duitsland –16                         | Als speler bij Duitsland –16                         | Als speler bij Duitsland –16                         | Als speler bij Duitsland –16                         | Als speler bij Duitsland –16                         |
| ---------------------------------------------------- | ---------------------------------------------------- | ---------------------------------------------------- | ---------------------------------------------------- | ---------------------------------------------------- | ---------------------------------------------------- |
| 1.                                                   | 16 augustus 2009                                     | Oostenrijk – Duitsland                               | 2 – 6                                                | Vriendschappelijk                                    |                                                      |
| 2.                                                   | 14 oktober 2009                                      | Duitsland – België                                   | 4 – 0                                                | Vriendschappelijk                                    |                                                      |
| 3.                                                   | 28 oktober 2009                                      | Duitsland – Zwitserland                              | 3 – 1                                                | Vriendschappelijk                                    |                                                      |
| 4.                                                   | 19 november 2009                                     | Turkije – Duitsland                                  | 3 – 1                                                | Vriendschappelijk                                    |                                                      |
| 5.                                                   | 21 november 2009                                     | Turkije – Duitsland                                  | 0 – 1                                                | Vriendschappelijk                                    |                                                      |
| 6.                                                   | 10 februari 2010                                     | Cyprus – Duitsland                                   | 0 – 1                                                | Vriendschappelijk                                    |                                                      |
| Als speler bij Duitsland –17                         |                                                      |                                                      |                                                      |                                                      |                                                      |
| 1.                                                   | 4 september 2010                                     | Duitsland – Azerbeidzjan                             | 2 – 0                                                | Vriendschappelijk                                    |                                                      |
| 2.                                                   | 15 september 2010                                    | Duitsland – Nederland                                | 2 – 1                                                | Vriendschappelijk                                    |                                                      |
| 3.                                                   | 20 september 2010                                    | Duitsland – Italië                                   | 2 – 2                                                | Vriendschappelijk                                    |                                                      |
| 4.                                                   | 10 november 2010                                     | Egypte – Duitsland                                   | 1 – 2                                                | Vriendschappelijk                                    |                                                      |
| 5.                                                   | 13 november 2010                                     | Egypte – Duitsland                                   | 0 – 1                                                | Vriendschappelijk                                    |                                                      |
| 6.                                                   | 13 april 2011                                        | Servië – Duitsland                                   | 1 – 0                                                | Vriendschappelijk                                    |                                                      |
| Bijgewerkt tot 30 augustus 2024                      |                                                      |                                                      |                                                      |                                                      |                                                      |

### Albanese jeugdelftallen
Paçarada speelde op 6 februari 2013 onder bondscoach Skender Gega zijn enige jeugdinterland voor Albanië –21, in een met 0-0 gelijkgespeelde thuiswedstrijd tegen Noord-Macedonië . Hij kwam in de eerste helft in het veld en werd tijdens de rust vervangen door Andi Thanoj.
| Jeugdinterlands van Leart Paçarada voor Albanië () | Jeugdinterlands van Leart Paçarada voor Albanië () | Jeugdinterlands van Leart Paçarada voor Albanië () | Jeugdinterlands van Leart Paçarada voor Albanië () | Jeugdinterlands van Leart Paçarada voor Albanië () | Jeugdinterlands van Leart Paçarada voor Albanië () |
| №                                                  | Datum                                              | Wedstrijd                                          | Uitslag                                            | Soort Wedstrijd                                    | Doelpunten                                         |
| Als speler bij Albanië –21                         | Als speler bij Albanië –21                         | Als speler bij Albanië –21                         | Als speler bij Albanië –21                         | Als speler bij Albanië –21                         | Als speler bij Albanië –21                         |
| -------------------------------------------------- | -------------------------------------------------- | -------------------------------------------------- | -------------------------------------------------- | -------------------------------------------------- | -------------------------------------------------- |
| 1.                                                 | 6 februari 2013                                    | Albanië – Noord-Macedonië                          | 0 – 0                                              | Vriendschappelijk                                  |                                                    |
| Bijgewerkt tot 30 augustus 2024                    |                                                    |                                                    |                                                    |                                                    |                                                    |

### Kosovo
Op 3 juni 2016 maakte Paçarada zijn debuut tijdens de eerste officiële interland van Kosovo, nadat het land op 3 mei was toegetreden tot de UEFA.Het betrof een oefenwedstrijd in het PSD Bank Arena in Frankfurt am Main tegen de Faeröer. In het met 2-0 gewonnen duel stond Paçarada in de basis en gaf hij in de 44e minuut de assist voor het openingsdoelpunt van Albert Bunjaku. Tijdens zijn tiende interland, op 27 maart 2018 in een oefenwedstrijd tegen Burkina Faso, maakte hij zijn eerste doelpunt voor Kosovo. In het met 2-0 gewonnen duel scoorde hij in de 90e minuut uit een vrije trap het tweede doelpunt. Uit onvrede over de werkwijze van bondscoachBernard Challandes stelde Paçarada zich in april 2021 tijdelijk niet langer beschikbaar voor het nationale elftal. Na het vertrek van de Zwitserse coach en de aanstelling van Alain Giresse keerde hij terug in de selectie. De Franse bondscoach nam hem na twee jaar afwezigheid direct weer op in het team.

#### Wereldkampioenschap 2018
Paçarada speelde mee in zeven  kwalificatiewedstrijden van Kosovo voor het wereldkampioenschap 2018 in Rusland, waaronder het allereerste officiële kwalificatieduel van het land. Deze wedstrijd tegen Finland werd op 5 september 2016 in het Finse Turku gespeeld en eindigde in een 1–1 gelijkspel. Het zou het enige punt blijken dat Kosovo wist te behalen in de tien groepswedstrijden, waarmee het als laatste eindigde in groep I.

#### Europees kampioenschap 2020
Paçarada maakte met Kosovo deel uit van de kwalificatiecampagne voor het Europees kampioenschap 2020. In de reguliere groepsfase eindigde Kosovo als derde in groep A, achter Engeland en Tsjechië. Paçarada kwam in drie van de acht groepswedstrijden in actie. Op basis van de resultaten in de UEFA Nations League plaatste Kosovo zich voor de play-offs, waarin het in de halve finale werd uitgeschakeld door Noord-Macedonië. Die wedstrijd, gespeeld op 8 oktober 2020 in de Toše Proeskiarena in Skopje, eindigde in een 2–1 nederlaag. Paçarada viel in de 87e minuut in voor Herolind Shala.

#### Europees kampioenschap 2024
Kosovo speelde tien kwalificatiewedstrijden in aanloop naar het Europees kampioenschap 2024. Paçarada kwam in de eerste zes duels in actie, maar ontbrak in de laatste vier. Kosovo eindigde als vijfde in de poule en kwalificeerde zich niet voor het eindtoernooi in Duitsland.
| Interlands van Leart Paçarada voor Kosovo | Interlands van Leart Paçarada voor Kosovo | Interlands van Leart Paçarada voor Kosovo | Interlands van Leart Paçarada voor Kosovo | Interlands van Leart Paçarada voor Kosovo | Interlands van Leart Paçarada voor Kosovo |
| №                                         | Datum                                     | Wedstrijd                                 | Uitslag                                   | Soort Wedstrijd                           | Doelpunten                                |
| ----------------------------------------- | ----------------------------------------- | ----------------------------------------- | ----------------------------------------- | ----------------------------------------- | ----------------------------------------- |
| 1.                                        | 3 juni 2016                               | Kosovo – Faeröer                          | 2 – 0                                     | Vriendschappelijk                         |                                           |
| 2.                                        | 5 september 2016                          | Kosovo – Finland                          | 1 – 1                                     | WK-kwalificatie 2018                      |                                           |
| 3.                                        | 6 oktober 2016                            | Kosovo – Kroatië                          | 0 – 6                                     | WK-kwalificatie 2018                      |                                           |
| 4.                                        | 9 oktober 2016                            | Oekraïne – Kosovo                         | 3 – 0                                     | WK-kwalificatie 2018                      |                                           |
| 5.                                        | 2 september 2017                          | Kroatië – Kosovo                          | 1 – 0                                     | WK-kwalificatie 2018                      |                                           |
| 6.                                        | 5 september 2017                          | Kosovo – Finland                          | 0 – 1                                     | WK-kwalificatie 2018                      |                                           |
| 7.                                        | 6 oktober 2017                            | Kosovo – Oekraïne                         | 0 – 2                                     | WK-kwalificatie 2018                      |                                           |
| 8.                                        | 9 oktober 2017                            | IJsland – Kosovo                          | 2 – 0                                     | WK-kwalificatie 2018                      |                                           |
| 9.                                        | 24 maart 2018                             | Kosovo – Madagaskar                       | 1 – 0                                     | Vriendschappelijk                         | Goal                                      |
| 10.                                       | 27 maart 2018                             | Burkina Faso – Kosovo                     | 0 – 2                                     | Vriendschappelijk                         |                                           |
| 11.                                       | 7 september 2018                          | Azerbeidzjan – Kosovo                     | 0 – 0                                     | Nations League 2018/19 (Divisie D)        |                                           |
| 12.                                       | 21 maart 2019                             | Kosovo – Denemarken                       | 2 – 2                                     | Vriendschappelijk                         |                                           |
| 13.                                       | 25 maart 2019                             | Kosovo – Bulgarije                        | 1 – 1                                     | EK-kwalificatie 2020                      |                                           |
| 14.                                       | 7 juni 2019                               | Montenegro – Kosovo                       | 1 – 1                                     | EK-kwalificatie 2020                      |                                           |
| 15.                                       | 10 september 2019                         | Engeland – Kosovo                         | 5 – 3                                     | EK-kwalificatie 2020                      |                                           |
| 16.                                       | 10 oktober 2019                           | Kosovo – Gibraltar                        | 1 – 0                                     | Vriendschappelijk                         |                                           |
| 17.                                       | 3 september 2020                          | Moldavië – Kosovo                         | 1 – 1                                     | Nations League 2020/21 (Divisie C)        |                                           |
| 18.                                       | 8 oktober 2020                            | Noord-Macedonië – Kosovo                  | 2 – 1                                     | EK-kwalificatie 2020                      |                                           |
| 19.                                       | 11 oktober 2020                           | Kosovo – Slovenië                         | 0 – 1                                     | Nations League 2020/21 (Divisie C)        |                                           |
| 20.                                       | 14 oktober 2020                           | Griekenland – Kosovo                      | 0 – 0                                     | Nations League 2020/21 (Divisie C)        |                                           |
| 21.                                       | 24 maart 2021                             | Kosovo – Litouwen                         | 4 – 0                                     | Vriendschappelijk                         |                                           |
| 22.                                       | 25 maart 2023                             | Israël – Kosovo                           | 1 – 1                                     | EK-kwalificatie 2024                      |                                           |
| 23.                                       | 28 maart 2023                             | Kosovo – Andorra                          | 1 – 1                                     | EK-kwalificatie 2024                      |                                           |
| 24.                                       | 16 juni 2023                              | Kosovo – Roemenië                         | 0 – 0                                     | EK-kwalificatie 2024                      |                                           |
| 25.                                       | 19 juni 2023                              | Wit-Rusland – Kosovo                      | 2 – 1                                     | EK-kwalificatie 2024                      |                                           |
| 26.                                       | 9 september 2023                          | Kosovo – Zwitserland                      | 2 – 2                                     | EK-kwalificatie 2024                      |                                           |
| 27.                                       | 12 september 2023                         | Roemenië – Kosovo                         | 2 – 0                                     | EK-kwalificatie 2024                      |                                           |
| 28.                                       | 22 maart 2024                             | Armenië – Kosovo                          | 0 – 1                                     | Vriendschappelijk                         |                                           |
| 29.                                       | 5 juni 2024                               | Noorwegen – Kosovo                        | 3 – 0                                     | Vriendschappelijk                         |                                           |
| 30.                                       | 6 september 2024                          | Kosovo – Roemenië                         | 0 – 3                                     | Nations League 2024/25 (Divisie C)        |                                           |
| 31.                                       | 20 maart 2025                             | Kosovo – IJsland                          | 2 – 1                                     | Nations League 2024/25 (Play-offs)        |                                           |
| 31.                                       | 23 maart 2025                             | IJsland – Kosovo                          | 1 – 3                                     | Nations League 2024/25 (Play-offs)        |                                           |
| 32.                                       | 6 juni 2025                               | Kosovo – Armenië                          | 5 – 2                                     | Vriendschappelijk                         |                                           |
| Bijgewerkt tot 25 juli 2025               |                                           |                                           |                                           |                                           |                                           |

## Erelijst
| Kampioen 2. Bundesliga | 1x | 2024/25 |

## Persoonlijk
Paçarada werd geboren in Aken als zoon van Shukri Paçarada, voormalig doelman van KF Prishtina. Zijn oorspronkelijke achternaam luidde Paçarada (uitgesproken als Patscharada). Voor de eenvoud vervingen zijn ouders de Cedille (ç) door een q, waardoor de naam werd uitgesproken als Pakarada. Paçarada gaf aan blij te zijn met die uitspraak. Omdat zijn shirts altijd de spelling 'Paqarada' toonden, koos hij er bij FC St. Pauli bewust voor om de oorspronkelijke versie 'Paçarada' weer te gebruiken. Ook bij 1. FC Köln bleef hij deze originele schrijfwijze hanteren